# واسونک

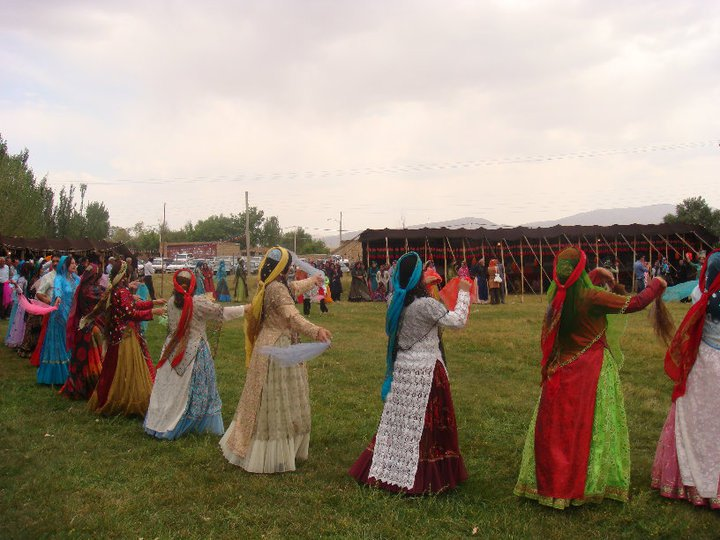
یک مراسم عروسی سنتی در فارس

واسونک یا سوری ترانه فولکلور (مردمی) مربوط به شیراز و استان فارس است که شامل بیت‌های کوتاه و شادی در وصف عروس و داماد است. واسونک به معنای واستانیدن دختر از خانواده دختر است. این ترانه‌ها اکثراً تک بیت و با ریتم شش هشت باز در مایه شوشتری خوانده می‌شوند.
واسونک‌ها ترانه‌های از دل و جان برآمده‌ای هستند که عنوان پیوند زناشویی را با خود از این سو به آن سو می‌برند. خواندن این ترانه‌ها بیشتر به عهده زنهاست که همراه با خواندن واسونک کِل می‌زنند. زن خواننده را معمولاً زنی که دایره می‌زند، همراهی می‌کند.

## موضوع‌ها
در این ترانه‌ها همچون ترانه‌های محلی از عشق‌ها، آرزوها و خواسته‌های دیگر انسانی صحبت می‌شود. سرایندگان گمنام این نوع ترانه‌ها زیاد دربند ردیف و قافیه نیستند و همین اندازه که در ترانه‌ای خواست خود را بیان کرده باشند راضی هستند.

## مراسم عروسی
واسونک از گاه خواستگاری تا هنگامی که عروس پای به خانهٔ شوی می‌گذارد توسط زنان خوانده می‌شود، گاه یک زن می‌خواند و گروه دم می‌گیرد و دست‌زدن زنان «کف‌زدن» و کِل زنان، اوج شادی شادکامی را نشان می‌دهند. به علت ماهیت فولکلور آن شاعر مشخص نیست و همچنین اشعار متعددی موجود هست.
رخت‌بران
نمونه‌ای از واسونک برای مراسم رخت‌بران برای عروس
| شازده دوماد رفته شیراز برای توپِ یراق |  | عمو جونی حُرمَتِش کُن تا دَمِ شاه چراغ |

حنابندان
نمونه‌ای از واسکونک زمان حنابستن دست و پای عروس
| عروس حنا می بَندِه، چهار دستُ و پاش می بَندِه |  | اگر حَنا نباشه، دِل به خدا می بَندِه   |
| ای حنا بند ای حنابند این حنا رو خوب ببند |  | داغ فرزندت نبینی پر گل و زیبا ببند |

حمام دامادی
این ترانه‌ها را یاران داماد وقتی که برای بردن عروس به خانه عروس می‌روند می‌خوانند
| اِی حمومی اِی حمومی آبِ حموم تازه کن |  | شازدِ ه دومادُ و میاریم شَربَتِش آماد ه کن |

| یک نفر توی حمومُ و صَد نَفَر دورِ حموم |  | لاله‌ها روشن بِدارید، دَر بیاد سروِرُوون |

حمام عروس
خانواده عروس در همزمان با مزاسم حمام عروس واسونک‌هایی می‌خوانند
| اسب اومد توی کوچه خانُم عروس شد سوار |  | ننهٔ عروس گریه می کِرد مث بارونِ بهار |

واسونک بواناتی
کوچه پیچه؟ بله
عروس کوچیکه؟ بله
دس به زلفاش نزنین مرواری پیچه؟ بله…
گل وخی چادر به سر کن گل هوای رفتنه
قوم و خویشونت خبر کن وقت رخصت دادنه
شب شد و دوماد نیومد، شمع و لاله کم بسوز
از فروغ روی ماهت شب شده مانند روز
شب یک و منزل هزار و چشم فردا انتظار…
چشم عروس چون ستاره ابروهاش چون دمب ماره
رنگ گل ناریش بنازم زلف بورش در کناره
شازده دوماد توی خونه یه اناری دستشه
نه میبخشه نه می خوره واسه نموزادشه
شازده دوماد شازده دوماد اینهمه آبی نپوش
رخت آبیت رو در آر و رخت دومادی بپوش
عروس حنا می بنده ایشالو
چهار دست و پا می بنده ایشالو
اگر حنا نباشه دل به خدا می بنده
ایشالو ایشالو ایشالو…
اومدیم عقدت کنیم و نیومدیم سیلت کنیم
جون زلف آقا جونت بگو چند مهرت کنیم
چشم عروس چون ستاره ابروهاش چون دمب مار
ابروهاس چون دمب مار… ابروهاش چون دمب مار
واسونک دو طرفه
بعضی از واسونک‌ها را نیز به صورت دو طرفه می‌خوانند به این صورت که بعد از اینکه خانواده داماد شعر خود را خواندند، خانواده عروس در جواب آن‌ها شعری متناسب با مضمون شعر آن‌ها و در جواب آن‌ها می‌خوانند.
مراسم حجله بران
در زمان بستن حجله یا زمانی که عروس و داماد را به حجله می‌برند نیز خواندن واسونک مرسوم است؛ از این گروه می‌توان به واسونک‌های زیر اشاره کرد:
| کوچه تَنگِه بله، عروس قَشَنگِه بله |  | دست به زلفاش نَزنین مُرواری بَندِه بله |

مراسم عقد یا عروسی
این نوع واسونک‌ها بیشتر در هنگام مراسم عقد یا عروسی توسط خانواده‌های طرفین برای ابراز شادی و خوشحالیشان اجرا می‌شود. برای نمونه:
| ای خدای بالای سری، بالای سری نگذار بمیرم |  | دست کنم بِرنو کوتاه، بِرنو کوتاه، دستُم بگیرم |
| بِرنو بِرنو بِرنو، حرکت اول باز از نو       |  |                                            |